# Liste der Monuments historiques in Port-Louis (Morbihan)
Die Liste der Monuments historiques in Port-Louis (Morbihan) führt die Monuments historiques in der französischen Gemeinde Port-Louis auf.

## Liste der Bauwerke
| Bezeichnung            | Beschreibung | Standort                                                      | Kennzeichnung | Schutzstatus   | Datum          | Bild |
| ---------------------- | ------------ | ------------------------------------------------------------- | ------------- | -------------- | -------------- | ---- |
| Bastion 17             |              | 1, promenade Henri-François-Buffet (Lage)                     | PA56000022    | Inscrit        | 1999           |      |
| Zitadelle              |              | Rue du Fort-de-l’Aigle Promenade Henri-François-Buffet (Lage) | PA00091585    | Inscrit Classé | 1933 1948 1999 |      |
| Esplanade des Pâtis    |              | Rue des Bains (Lage)                                          | PA56000024    | Inscrit        | 1999           |      |
| Fontaine des Récollets |              | Avenue des Etrangers Rue des Récollets (Lage)                 | PA00091586    | Inscrit        | 1946           |      |
| Haus                   |              | 2, place du Marché (Lage)                                     | PA00091588    | Inscrit        | 1946           |      |
| Mairie (Rathaus)       |              | 36, rue des Dames Ruelle du Marché (Lage)                     | PA00091587    | Inscrit        | 1945           |      |
| Haus                   |              | (Lage)                                                        | PA00091589    | Inscrit        | 1945           |      |
| Parc à boulets         |              | Rue de l’Hôpital (Lage)                                       | PA56000025    | Inscrit        | 1999           |      |
| Kleine Pulverfabrik    |              | 4, promenade Henri-François-Buffet (Lage)                     | PA56000023    | Inscrit        | 1999           |      |

## Liste der Objekte
- Monuments historiques (Objekte) in Port-Louis (Morbihan) in der Base Palissy des französischen Kultusministeriums